# Osteosclerose
Osteosclerose is botverdichting, zich uitend door een vermindering van de hoeveelheid interne holtes in het bot. 
Het kan een pathologisch verschijnsel zijn, maar in het dierenrijk komt ook een niet-pathologische vorm voor, zorgend voor uitzonderlijk compact bot, wat het zwaarder maar ook breekbaarder maakt.  Osteosclerose komt vaak voor bij waterbewonende gewervelden, speciaal die van ondiep water, zeekoeien bijvoorbeeld. Het voorziet daar in ballast om de duik- en/of zwemeigenschappen te verbeteren. Osteosclerose komt daar vaak samen voor met botverdikking (pachyostose), en heet dan pachyosteosclerose.